# Odon Marie Arsène Razanakolona
Odon Marie Arsène Razanakolona (Fianarantsoa, 24 maggio 1946) è un arcivescovo cattolico malgascio, dal 5 giugno 2023 arcivescovo emerito di Antananarivo.

## Biografia
Ordinato sacerdote il 28 dicembre 1975, è stato consacrato vescovo l'11 aprile 1999.
È stato vescovo di Ambanja dal 28 novembre 1998 al 7 dicembre 2005, giorno in cui papa Benedetto XVI lo ha nominato arcivescovo di Antananarivo. È succeduto al dimissionario cardinale Armand Gaétan Razafindratandra.
Nel 2009 come presidente del Consiglio delle Chiese cristiane del Madagascar, che riunisce i cattolici, i luterani, i riformati e gli anglicani, accogliendo la richiesta rivoltagli da Haile Menkerios, responsabile degli affari politici delle Nazioni Unite, ha partecipato all'opera di mediazione che ha posto fine alle manifestazioni e agli scontri di piazza innescati dalla crisi politica tra il presidente del Madagascar, Marc Ravalomanana, e il sindaco della capitale Antananarivo, Andry Rajoelina, futuro presidente.
Il 5 giugno 2023 papa Francesco ha accolto la sua rinuncia al governo pastorale dell'arcidiocesi di Antananarivo per raggiunti limiti di età; gli è succeduto Jean de Dieu Raoelison, fino ad allora vescovo di Ambatondrazaka.

## Genealogia episcopale e successione apostolica
La genealogia episcopale è:
- Cardinale Scipione Rebiba
- Cardinale Giulio Antonio Santori
- Cardinale Girolamo Bernerio, O.P.
- Arcivescovo Galeazzo Sanvitale
- Cardinale Ludovico Ludovisi
- Cardinale Luigi Caetani
- Cardinale Ulderico Carpegna
- Cardinale Paluzzo Paluzzi Altieri degli Albertoni
- Papa Benedetto XIII
- Papa Benedetto XIV
- Papa Clemente XIII
- Cardinale Giovanni Carlo Boschi
- Cardinale Bartolomeo Pacca
- Papa Gregorio XVI
- Cardinale Castruccio Castracane degli Antelminelli
- Cardinale Paul Cullen
- Arcivescovo Joseph Dixon
- Arcivescovo Daniel McGettigan
- Cardinale Michael Logue
- Cardinale Patrick Joseph O'Donnell
- Vescovo John Gerald Neville, C.S.Sp.
- Vescovo Auguste Julien Pierre Fortineau, C.S.Sp.
- Arcivescovo Xavier Ferdinand Thoyer, S.I.
- Arcivescovo Gilbert Ramanantoanina, S.I.
- Cardinale Victor Razafimahatratra, S.I.
- Arcivescovo Philibert Randriambololona, S.I.
- Arcivescovo Odon Marie Arsène Razanakolona

La successione apostolica è:
- Vescovo Jean Claude Randrianarisoa (2007)
- Vescovo Rosario Saro Vella, S.D.B. (2007)
- Arcivescovo Jean de Dieu Raoelison (2010)